# DS Водолея
DS Водолея (лат. DS Aquarii), HD 216457 — одиночная переменная звезда в созвездии Водолея на расстоянии (вычисленном из значения параллакса) приблизительно 42635 световых лет (около 13072 парсеков) от Солнца. Видимая звёздная величина звезды — от +11,3m до +10,2m.

## Характеристики
DS Водолея — жёлто-белый яркий гигант, пульсирующая переменная звезда типа RV Тельца (RVA) спектрального класса F2II. Эффективная температура — около 5584 К.